# Evert Lundquist
Evert Viktor Lundquist (* 27. Februar 1900 in Göteborg; † 19. Februar 1979 in Västra Frolunda, Göteborg) war ein schwedischer Fußballspieler.

## Sportlicher Werdegang
Lundquist spielte zunächst für IK Vega, ehe er sich 1918 Örgryte IS anschloss. Für den Klub, der in den Anfangsjahren des Fußballs in Schweden zu den national führenden Mannschaften gehörte, nahm er an der seinerzeit im Pokalmodus ausgetragenen Meisterschaft sowie der in Ligenform ausgetragenen Svenska Serien teil. Während seiner Schaffenszeit für den Klub gewann der Verein in letzterem Wettbewerb zweimal den Titel, zuletzt 1924. Im selben Jahr debütierte er während der Olympischen Spiele 1924 in der schwedischen Nationalmannschaft, als diese sich im Bronzematch mit der niederländischen Nationalmannschaft maß. Sowohl beim 1:1-Unentschieden im regulären Spiel am 8. Juni des Jahres wie auch beim mit einem 3:1-Sieg erfolgreich gestalteten Wiederholungsspiel am folgenden Tag wirkte er mit. Mit seinem Treffer zum 2:0-Zwischenstand trug er im zweiten Spiel entscheidend zum Gewinn der Bronzemedaille bei.
Während Lundquist sich in der Folge im Kreis der Nationalmannschaft hielt, lief er für den Klub in der 1924 als landesweitem Ligawettbewerb neu gegründeten Allsvenskan auf. Dort belegte er mit der Mannschaft zwar 1926 und 1928 jeweils den ersten Platz der Liga, seinerzeit wurde ein offizieller Meistertitel jedoch nicht vergeben. Nachdem er bis Juni 1925 acht Länderspiele bestritten hatte, musste er zwei Jahre auf einen weiteren Einsatz im Nationaljersey warten. Beim 12:0-Erfolg über Lettland wirkte er schließlich ein letztes Mal mit, schrieb sich aber mit dem bis dato höchsten Sieg in der Länderspielgeschichte der Blågult in die Geschichtsbücher ein.
Im Sommer 1930 verließ Lundquist Örgryte IS und schloss sich dem Göteborgs Bollklubb an, wo er ein halbes Jahr aktiv war. Anschließend wechselte er zum Redbergslids IK, für den er bis Ende 1931 spielte. 
Hauptberuflich war Lundquist im Liseberg angestellt, wo er sich um die Sicherheit des Gäste des Vergnügungsparks kümmerte.